# Nachschubdienste
Die Nachschubdienste (NschDst) sind Teil der Versorgungsdienste in einem Bataillon oder einer selbständigen Einheit der Bundeswehr.
Sie bilden zusammen mit den Instandsetzungsdiensten die Versorgungsdienste.
Diese bilden im dreistufigen logistischen System der Bundeswehr die logistische Stufe 1 ab.

## Allgemeines

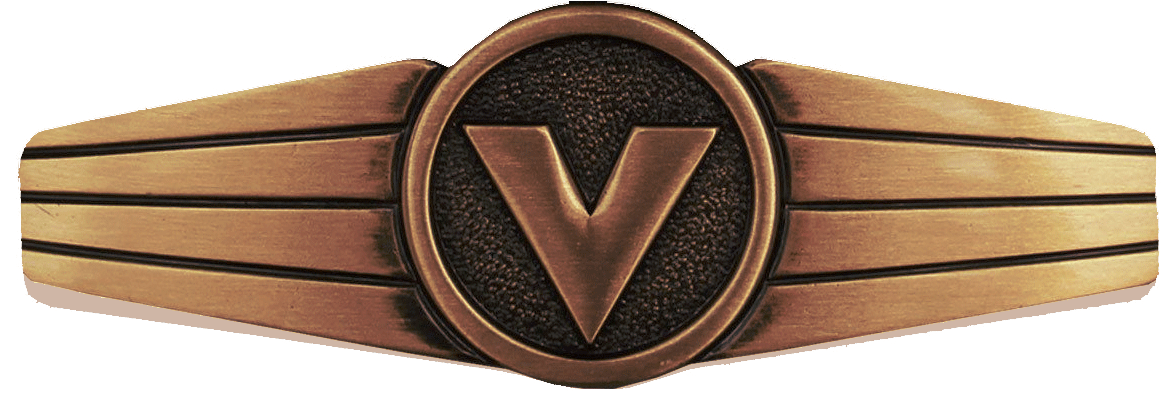
Tätigkeitsabzeichen „Versorgungs- und Nachschubpersonal“ in Bronze

Der Führer der Nachschubdienste ist der Truppenversorgungsbearbeiter Streitkräfte (TrVersBearb SK).
Im Einzelnen gehören folgende Teileinheiten zu den NschDst:
- Materialbewirtschaftungstrupp (MatBewTrp)
- Materialnachweistrupp (MatNachwTrp)
- Materialgruppe (MatGrp)
  - Marketendertrupp
- Transportzug oder Transportgruppe (TrspZg/TrspGrp)
  - Munitionstrupp (MunTrp)
  - Betriebsstofftrupp (BstfTrp)
- Verpflegungsgruppe (VpflGrp)
  - Feldküchentrupp (FKüTrp)
  - Wassertrupp (WTrp)
- Versorgungstrupp oder Versorgungsgruppe (VersTrp/VersGrp)

Das Personal der Nachschubdienste trägt das Tätigkeitsabzeichen des Versorgungs- und Nachschubpersonals.
Die Ausbildung der Soldaten der Nachschubdienste wird hauptsächlich an der Logistikschule der Bundeswehr im niedersächsischen Garlstedt durchgeführt.